# Tiefengeothermie Altheim
Die Tiefengeothermie Altheim ist ein Projekt zur Nutzung geothermischer Energie zur Strom- und Wärmegewinnung in der oberösterreichischen Gemeinde Altheim.
Im Ort steht das erste Kraftwerk im Molassebecken bei dem Strom aus der Tiefengeothermie produziert wird. 1990 wurde die erste Tiefensonde mit einer Tiefe von 2305 m in Betrieb genommen, welche 700 Haushalte mit Fernwärme versorgt. Die Thermische Leistung dieser Sonde beträgt 14,4 Megawatt. 2001 wurde dann die zweite Sonde in eine Tiefe von 3078 m gebohrt, wo die Wassertemperatur 100 Grad Celsius beträgt und somit eine sehr gute Voraussetzung für die Stromversorgung ist. Es kommt das Organic-Rankine-Cycle-Verfahren zum Einsatz. Die elektrische Leistung dieser Sonde beträgt 1 Megawatt.